# Netelia lobata
Netelia lobata là một loài tò vò trong họ Ichneumonidae.